# Rødovre Kommune
Rødovre Kommune er en københavnsk forstadskommune med kommunegrænse til Københavns Kommune i Region Hovedstaden. Den ligger vest for Damhussøen og Harrestrup Å og strækker sig fra Vestbanen i syd næsten til S-banen ved Herlev i nord. Vestvolden går gennem kommunens nordlige del Islev og danner vestpå grænsen til Glostrup.
Kommunen omfatter sognene Islev, Grøndalslund, Rødovre og Hendriksholm. Kommunen udgør en del af Hovedstadsområdet.
Hele kommunen er bebygget, hovedsagelig med boliger. Bebyggelsen er mod nord domineret af villakvarterer men går over i rækkehuse og etagebyggeri længere sydpå. Allersydligst mellem Roskildevej og Vestbanen ligger højhusbyggeriet Kærene. Mod nord nær Ring 3 ligger et større industrikvarter som fortsætter ind i Glostrup Kommune; et mindre industriområde nord for Rødovre Centrum er under omlægning til serviceerhverv og boliger. Et industrikvarter strækker sig i sydvest ind over grænsen til Brøndby. Her blev Irmas tidligere grund, inklusive hovedkvarter, omdannet til boliger mm. med 3.000 indbyggere i IrmaByen (2023). Rødovre Port nordvest for Rødovre Station er et etagebyggeri med boliger fra 2023. Det eneste større rekreative område er Vestvolden, men Vestskoven, Damhussøen, Damhusengen, Kagsmosen og Ejby Mose ligger alle lige uden for kommunegrænsen.
Kommunecentret med rådhus, domhus, hovedbibliotek, kulturhuset Viften og Rødovre Centrum ligger midt i kommunen, tæt på den oprindelige landsby. I den oprindelige landsby ligger Rødovre Kirke, Rødovre Skole og Rødovregård med Heerup Museum, med værker af Henry Heerup. Det har relativt dårlige trafikforbindelser til det indre København på grund af barriereeffekten af Damhussøen og Damhusengen.
Den lille kommune har haft en pæn tilvækst i antallet af indbyggere de seneste mange år og er den tredjemest tætbefolkede kommune i Danmark.

## Politik
| 3 | 4 |

| 7 |

| 2 | 5 |

| 7 |

| 3 | 6 |

| 9 |

| 4 | 5 |

| 9 |

| 4 | 5 |

| 9 |

| 6 | 3 |

| 9 |

| 7 | 2 |

| 8 |

| 7 | 1 | 1 |

| 8 |

| 6 | 1 | 2 |

| 9 |

| 6 | 1 | 2 | 2 |

| 10 |

| 5 | 1 | 3 | 1 | 1 |

| 11 |

| 6 | 1 | 3 | 1 |

| 10 |

| 5 | 1 | 4 | 1 |

| 10 |

| 7 | 6 | 1 | 1 |

| 13 |

| 7 | 5 | 2 | 1 |

| 12 | 3 |

| 9 | 1 | 6 | 1 |

| 13 | 4 |

| 9 | 1 | 2 | 2 | 1 | 1 | 2 | 1 |

| 15 | 4 |

| 11 | 1 | 3 | 1 | 1 | 1 | 1 |

| 12 | 7 |

| 10 | 1 | 4 | 2 | 1 | 1 |

| 11 | 8 |

| 9 | 6 | 4 |

| 10 | 9 |

| 8 | 7 | 4 |

| 11 | 8 |

| 9 | 1 | 4 | 2 | 2 | 1 |

| 11 | 8 |

| 9 | 1 | 3 | 2 | 2 | 2 |

| 11 | 8 |

| 10 | 1 | 1 | 2 | 2 | 3 |

| 12 | 7 |

| 11 | 1 | 1 | 1 | 2 | 2 | 1 |

| 13 | 6 |

| 11 | 1 | 3 | 3 | 1 |

| 13 | 6 |

| 9 | 2 | 1 | 3 | 2 | 2 |

| 15 | 4 |

| 11 | 3 | 1 | 1 | 1 | 2 |

| 14 | 5 |

| 9 | 5 | 2 | 1 | 2 |

| 9 | 10 |

### Nuværende byråd
| Navn                             | Parti                          |
| -------------------------------- | ------------------------------ |
| Britt Jensen (Borgmester)        | Socialdemokratiet - 9 mandater |
| Flemming Lunde Østergaard Hansen | Socialdemokratiet - 9 mandater |
| Annie Arnoldsen Petersen         | Socialdemokratiet - 9 mandater |
| Jan Kongebro                     | Socialdemokratiet - 9 mandater |
| Lene Due                         | Socialdemokratiet - 9 mandater |
| Ahmed Huseen Dhaqane             | Socialdemokratiet - 9 mandater |
| Pia Hess Larsen                  | Socialdemokratiet - 9 mandater |
| Birgitte Glifberg                | Socialdemokratiet - 9 mandater |
| Anette Rachlitz                  | Socialdemokratiet - 9 mandater |
| Kim Drejer Nielsen               | Konservative - 5 mandater      |
| Henriette Hesselmann             | Konservative - 5 mandater      |
| Mogens Brauer                    | Konservative - 5 mandater      |
| Tina Hippe Hansen                | Konservative - 5 mandater      |
| Jette Louise Larsen              | Konservative - 5 mandater      |
| Kenneth Rasmussen                | SF - 2 mandater                |
| Martin Rosenkrantz               | SF - 2 mandater                |
| Peter Mikkelsen                  | Enhedslisten - 2 mandater      |
| Marianne Christensen             | Enhedslisten - 2 mandater      |
| Mikkel Molin                     | Venstre - 1 mandat             |

### Byråd 2018-2022
| Navn                               | Parti                           |
| ---------------------------------- | ------------------------------- |
| Erik Nielsen (Borgmester til 2020) | Socialdemokratiet - 11 mandater |
| Britt Jensen (Borgmester fra 2020) | Socialdemokratiet - 11 mandater |
| Annie Arnoldsen Petersen           | Socialdemokratiet - 11 mandater |
| Jan Kongebro                       | Socialdemokratiet - 11 mandater |
| Flemming Lunde Østergaard Hansen   | Socialdemokratiet - 11 mandater |
| Pia Hess Larsen                    | Socialdemokratiet - 11 mandater |
| Ahmed Dhaqane                      | Socialdemokratiet - 11 mandater |
| Michel Berg                        | Socialdemokratiet - 11 mandater |
| Steen Skriver Rasmussen            | Socialdemokratiet - 11 mandater |
| Lene Due                           | Socialdemokratiet - 11 mandater |
| Brian Møller                       | Socialdemokratiet - 11 mandater |
| Kim Drejer Nielsen                 | Konservative - 3 mandater       |
| Anders Torm Nielsen                | Konservative - 3 mandater       |
| Mogens Brauer                      | Konservative - 3 mandater       |
| Peter Mikkelsen                    | Enhedslisten - 2 mandater       |
| Marianne Christensen               | Enhedslisten - 2 mandater       |
| Kenneth Rasmussen                  | SF - 1 mandat                   |
| Niels Spittau                      | Dansk Folkeparti - 1 mandat     |
| Claus Gisselmann Olsen             | Venstre - 1 mandat              |

| Navn                   | Skiftet fra | Skiftet til | Dato           |
| ---------------------- | ----------- | ----------- | -------------- |
| Claus Gisselmann Olsen | Venstre     | Løsgænger   | 21. marts 2019 |

| Dato               | Udtrådt       | Indtrådt          | Parti             |
| ------------------ | ------------- | ----------------- | ----------------- |
| 19. september 2018 | Niels Spittau | Kim Hammer        | Dansk Folkeparti  |
| 18. november 2018  | Brian Møller  | Birgitte Glifberg | Socialdemokratiet |

### Borgmestre
| Navn               | Parti             | Periode              |
| ------------------ | ----------------- | -------------------- |
| Gustav Jensen      | Socialdemokratiet | 1. oktober 1952–1970 |
| Einar Dahl-Nielsen | Socialdemokratiet | 1970–1979            |
| Per Møller         | Socialdemokratiet | 1979–1993            |
| Erik Nielsen       | Socialdemokratiet | 1994–19. marts 2020  |
| Britt Jensen       | Socialdemokratiet | 2020-                |

## Sport
Rødovre er hjemsted for fodboldklubberne Boldklubben Rødovre, Boldklubben Avarta og B77. Ishockeyklubben Rødovre Mighty Bulls som spiller i den bedste danske række – AL-Bank-ligaen – ligger ligeledes i Rødovre. Cykleklubben FIX Rødovre har også hjemsted i byen.

## Folkeskoler
- Frederiksberg Privatskole
- Hendriksholm Skole
- Islev Skole
- Nyager Skole
- Rødovre Skole
- Skovmoseskolen
- Tinderhøj Skole
- Valhøj Skole
- Skolen ved Milestedet

### Tvangsnedlagt
Samuelskolen (nedlagt pga. uhensigtsmæssige undervisningsmetoder;Faderhusets skole).

## Historie
Rødovre Kommune blev oprettet i 1901 da Rødovre Sogn blev udskilt fra Brønshøj-Rødovre Sogn. Brønshøj blev ved samme lejlighed indlemmet i Københavns Kommune. Kommunens areal forblev uændret ved Kommunalreformen i 1970. Også ved Kommunalreformen i 2007 forblev kommunen selvstændig.
Ved flere kommunalvalg har Socialdemokraterne fået flertal alene i kommunalbestyrelsen. Kommunes borgmester er Britt Jensen.
Rødovres bymærke er en okse, som bliver kaldt Torben opkaldt efter lensmanden Torben Oxe.

## Trivia
Vejnavneskiltene i Rødovre Kommune er røde med hvide bogstaver, mens nabokommunen Hvidovre bruger hvide skilte med røde bogstaver.